# أول سورينسن
أول سورينسن (بالنرويجية البوكمول: Ole Sørensen)‏ هو ربان ‏ نرويجي، ولد في 22 سبتمبر 1883 في Stokke ‏ في النرويج، وتوفي في 25 فبراير 1958.

## وصلات خارجية
- أول سورينسن على موقع اللجنة الأولمبية الدولية (الإنجليزية)
- أول سورينسن على موقع أوليمبيديا (الإنجليزية)